# Creedence Clearwater Revival
Creedence Clearwater Revival (CCR) – amerykańska grupa rockowa powstała w 1967. Była prekursorem stylu rock and roll revival.
W czasie gdy rock stawał się coraz bardziej złożony i wyrafinowany, gdy na scenie królował rock psychodeliczny i zaczęły zyskiwać popularność grupy grające rocka progresywnego, CCR zdecydowało się wykonać krok wstecz, w kierunku odrodzenia rock and rolla – wolnego zarówno od komercyjnych naleciałości, jak i awangardowych ciągot. Muzyka grupy oparta na grze akustycznych i elektrycznych gitar, prosta i przejrzysta, wiele czerpała także z amerykańskiego folku. W nastroju była bliska także południowemu rockowi. Cechą wyróżniającą grupę był charakterystyczny nosowy śpiew jej lidera Johna Fogerty’ego, kompozytora i autora tekstów przebojów grupy. Piosenki zespołu często przybierały postać protest songów.
Do największych przebojów grupy należą: „Fortunate Son”, „Proud Mary”, „Down on the Corner”, „Born on the Bayou”, „Bad Moon Rising”, „Green River”, „Travelin’ Band”, „Have You Ever Seen the Rain?”, „Up Around the Bend” i „Lookin’ out My Back Door”, „Up Around the Bend”, „Who’ll Stop the Rain”, „Run Through the Jungle”, „Hey Tonight”.
W 1969 grupa wystąpiła na festiwalu w Woodstock. Występ nie znalazł się jednak na słynnym albumie ani na filmie, albowiem John Fogerty był niezadowolony z brzmienia nagrania. Grupa, wobec wewnętrznych tarć personalnych, rozwiązała się w 1972 roku.
W 1993 roku grupa została wprowadzona do Rock and Roll Hall of Fame.

## Skład
W grupie występowali:
- Doug Clifford − perkusja
- Stuart Cook − gitara basowa
- John Fogerty − śpiew, gitara, większość tekstów i kompozycji piosenek
- Tom Fogerty − śpiew, gitara (1964–1970)

## Historia

### Przed Creedence: 1959-1967
John Fogerty, Doug Clifford i Stuart Cook (wszyscy urodzeni w 1945 r.) poznali się w liceum w miejscowości El Cerrito w Kalifornii i w 1959 r. zaczęli grać razem pod nazwą The Blue Velvets. W latach 1964–1970 w składzie występował też Tom Fogerty, starszy o cztery lata brat Johna. W 1964 r. zespół podpisał umowę z niezależną wytwórnią muzyczną Fantasy Records z San Francisco, wtedy jeszcze określanej mianem jazzowej. Do współpracy w jednym z programów w NET TV został zaproszony, raczkujący wtedy jeszcze, autor tekstów piosenek John Fogerty. Zespół mógł zostać po raz pierwszy szerzej zauważony, jednakże współwłaściciel Fantasy Records Max Weiss postanowił przemianować ówczesną nazwę grupy na The Golliwogs (co może być kojarzone z rasistowską karykaturą Golliwogg, czyli – czarną szmacianą lalką z książki o tym samym tytule napisanej przez Florence Kate Upton), aby odróżnić zespół od wielu podobnych brytyjskich zespołów istniejących w tamtym czasie. W tym czasie role wykonywane przez członków zespołu uległy zmianom: Stu Cook przesiadł się z pianina na gitarę basową, a Tom Fogerty został gitarzystą zespołu. John Fogerty zaczął pisać więcej tekstów piosenek oraz przejął obowiązki wokalisty. Jak w późniejszych czasach wspomina Tom o bracie: „Mógłbym śpiewać, ale John miał dźwięk”. Po latach głos Johna uznawany był przez wielu za najciekawszy wokal tamtych czasów (opinia m.in. Bruce’a Springsteena).

### Pierwsze sukcesy: 1967–1968
W 1965 roku, kiedy John Fogerty i Doug Clifford zostali powołani do odbycia służby w wojsku, grupa zawiesiła działalność. Zarówno Fogerty i Clifford uniknęli dłuższej służby w armii. Pierwszy z nich przeszedł do armii rezerwowej, natomiast Clifford przeżył krótki epizod w służbach rezerwowych Straży Wybrzeża. Dużo więcej pozytywnych wydarzeń miało miejsce dla grupy w 1967, kiedy to Saul Zaentz nabył wytwórnię „Fantasy Records” od Weissa i zaoferował zespołowi, aby nagrał pełnometrażowy album, pod warunkiem, że grupa zmieni swoją nazwę. Czwórka artystów chętnie przystała na ten warunek, gdyż nigdy nie lubiła nazwy narzuconej przez Weissa The Golliwogs. Zaentz i zespół mieli około dziesięciu propozycji na nową nazwę, ostatecznie jednak entuzjastycznie przyjęli nazwę, która pojawiła się jako jedna z pierwszych: Creedence Clearwater Revival. Nazwa zespołu składała się z trzech elementów. Creedence pochodzi od Creedence'a Nuballa, przyjaciela Toma Fogerty’ego; Clearwater, od reklamy telewizyjnej piwa o nazwie Olympia; Revival, które mówiło o przywróceniu do życia ich zespołu. Inne propozycje dotyczące nazwy zespołu to m.in. Muddy Rabbit Gossamer Wump, Creedence Nuball i Ruby. Do roku 1968 Fogerty i Clifford pozostali w wojsku, a po ich wyjściu, kiedy zespół był znów w komplecie, członkowie porzucili swoje wcześniejsze zajęcia i poświęcili się ciężkiej pracy przy nagrywaniu swojego albumu oraz graniu w różnych miejscach, do których byli zapraszani.

## Dyskografia

### Płyty studyjne
- Creedence Clearwater Revival (maj 1968)
- Bayou Country (styczeń 1969)
- Green River (sierpień 1969)
- Willy and the Poor Boys (listopad 1969)
- Cosmo’s Factory (lipiec 1970)
- Pendulum (grudzień 1970)
- Mardi Gras (kwiecień 1972)

### Płyty koncertowe
- Live in Europe (1973)
- The Concert, album znany też jako The Royal Albert Hall Concert (1980, nagrany 31 stycznia 1970 w Oakland Coliseum)
- Live at Woodstock (2019)

### Kompilacje

#### Creedence Clearwater Revival
- Creedence Gold (1972)
- More Creedence Gold (1973)
- Chronicle, Vol. 1, album znany też jako Chronicle – The 20 Greatest Hits (1976)
- Creedence Clearwater Revival: Box Set (6 CD) (2001)
- Bad Moon Rising: The Best of Creedence Clearwater Revival (2003)

#### The Golliwogs
- Pre-Creedence (1975)

## Obecność w mediach
Muzyka zespołu Creedence Clearwater Revival jest mocno zakorzeniona we wszelkiego rodzaju mediach. Piosenki grupy często pojawiają się w filmach o tematyce wojny wietnamskiej, gdyż większość piosenek grupy pochodzi z tego okresu i motywem wielu z nich jest właśnie wojna i jej skutki.

### Telewizja
- Piosenka Up Around Bend została wykorzystana w miniserialu wydanym przez HBO From Earth do Moon z 1998, w którym Pete Conrad i Alan Bean lądują na Księżycu (co jest anachronizmem, gdyż Apollo 12 swój lot na Księżyc odbył w listopadzie 1969 roku, a piosenka została wydana dopiero w kwietniu 1970). W jednym z kolejnych odcinków podczas sceny z Apollo 16 w tle odtwarzany jest inny utwór zespołu – Bad Moon Rising.
- W serialu Simpsonowie w odcinku pod tytułem Pan Spritz jedzie do Waszyngtonu Homer Simpson śpiewa część piosenki Bad Moon Rising, po usłyszeniu jak Marge prosi kogoś, kto wykona resuscytację krążeniowo-oddechową (CPR). W odcinku Lisa królową piękności (ang. Lisa Queen Beauty) słyszymy piosenkę pod tytułem Proud Mary.
- W serialu Świat według Bundych, Al Bundy wyśpiewuje takie piosenki, jak Proud Mary, Who’ll Stop the Rain, czy znany cover I Heard It Through the Grapevine, Normana Whitfielda zaaranżowany właśnie przez CCR.
- W finałowym odcinku serialu Gwiezdne wrota – Niekończąca się opowieść wykorzystany został utwór Have You Ever Seen the Rain?. Oprócz tej piosenki tylko dwie inne nie zostały napisane specjalnie na potrzeby serialu.
- W serialu komediowym Na imię mi Earl, skrót zespołu CCR został zamieniony na CPR (ang. Cardio-Pulmonary Resuscitation – Resuscytacja krążeniowo-oddechowa) po czym Randy zaczyna sobie podśpiewywać podczas ciężkiego wypadku.
- W serialu Kochane kłopoty Jackson Melville, jedna z postaci jest wiernym fanem CCR. W odcinku Uroczyście przyrzekam żona Jacksona włącza piosenkę CCR  Bad Moon Rising zanim on uświadamia sobie, że ona mogłaby go oszukać; CCR w ich burzliwym dialogu zostaje wspomniany aż sześć razy, a rozmowa ich kończy się słowami Jacksona Zrujnowałeś Creedence dla mnie! W innych odcinkach Jackson oferuje między innymi włączenie piosenek CCR na prywatce, czy też paraduje w koszulce z Creedence Clearwater Revival, mówiąc, że dostał ją od żony w ich rocznicę ślubu.
- Gitarzysta zespołu The Academy Is... Mike Carden podczas swoich 21. urodzin tańczył na antenie telewizji TAI TV w rytm muzyki Down on the Corner.
- W serialu Dexter piosenka Have You Ever Seen the Rain? była użyta w jednej z serialowych retrospekcji przenoszącej widza do roku 1973, gdzie widzimy ojca tytułowego Dextera, który słucha właśnie tej piosenki w radiu, jednocześnie zwiększając głośność.
- W serialu Nie z tego świata wykorzystano piosenkę Bad Moon Rising, kiedy to półciężarówka zderza się z Chevroletem Impala serialowego Deana (Sezon 1). Piosenka Run Through the Jungle jest grana kiedy Sam i Dean spotykają kogoś w barze (Sezon 3). Piosenkę Bad Moon Rising słychać również w scenie oględzin samochodu jednego ze znajomych głównych bohaterów (Sezon 7).
- W telewizji ESPN komentator futbolu amerykańskiego Chris Berman, nazywał jednego ze skrzydłowych drużyny Atlanta Falcons Andre Risona Bad Moon Rison, co było nawiązaniem do jednej z piosenek zespołu.
- W serialu Las Vegas w ostatnim odcinku pierwszego sezonu grany jest utwór Long As I Can See the Light, kiedy Danny i Mike jadą przez Las Vegas Strip.
- W pierwszym odcinku serialu Alf, kosmita razem z Lynn śpiewają „Proud Mary”, kiedy Willie próbuje naprawić pojazd Alfa.
- W pierwszym odcinku serialu The Finder John Fogerty zagrał samego siebie i wykonał utwór Fortunate Son.

### Książki
- W książce Nicka Hornby’ego pod tytułem Długa droga w dół (ang. A Long Way Down), zespół CCR przedstawiony jest jako mający chorobę, polegającej na umieraniu charakteru, podobnie jak jedna z postaci książki. Hornby wspomina o CCR, ponieważ są jednym z jego ulubionych zespołów.
- W książce Lśnienie Stephena Kinga znajduje się część tekstu pochodzącego z piosenki Bad Moon Rising[5], a w książce Talizman jedna z postaci słucha piosenki Run Through The Jungle[6].
- Pisarz Ed Gorman(inne języki) napisał kryminał, odnoszący się do czasów „dzieci kwiatów” pod tytułem Bad Moon Rising[7].
- W pierwszej powieści Harukiego Murakamiego pod tytułem Słuchaj pieśni wiatru (1979) prowadzący audycję muzyczną w radiu NEB w upalny dzień puszcza piosenkę Who’ll Stop the Rain?[8]

### Filmy
- Piosenka „Long As I Can See the Light” jest podkładem dla napisów końcowych w filmie Stan Gry (State of Play – 2009).
- Piosenka „Bad Moon Rising” jest grana w filmie Facet od W-Fu (2007), a także w horrorze Amerykański wilkołak w Londynie (1981).
- Piosenki z albumu Keep on Chooglin zostały wykorzystane w filmie Tam wędrują bizony (1980).
- Piosenka „Fortunate Son” została wykorzystana w takich filmach jak Pluton (1986), Forrest Gump (1994), Obywatele prezydenci (1996), Kandydat (2004), Szklana pułapka 4.0 (2007), czy December Boys (2007).
- W filmie Czas apokalipsy podczas sceny z króliczkiem Playboya odtwarzany jest utwór „Suzie Q”.
- W filmie Big Lebowski jedna z głównych postaci Jeff „The Dude” Lebowski wspomina o zespole CCR jako jego ulubionym. W filmie słyszymy takie utwory, jak „Looking out My Back Door” i „Run Through the Jungle”.
- Piosenki pochodzące z albumu Keep on Chooglin' są grane w filmie Gang dzikich wieprzy.
- W filmie Forrest Gump, kiedy to Forrest leci w helikopterze nad Wietnamem odtwarzany jest jeden z najbardziej znanych utwór tej wojny „Fortunate Son”, który był bardzo często słuchany przez żołnierzy amerykańskich.
- W filmie Air America, gdy Gene i Billy rozbili się śmigłowcem Huey, na ich poszukiwania wyruszyła ekipa ratunkowa, w tle słychać „Run Through The Jungle”.
- W filmie Szklana pułapka 4.0 podczas jednej ze scen Matthew Farrell, kłóci się z Johnem McClainem o klasykę rocka i wytyka mu, że słucha przedpotopowej muzyki. W radiu emitowany jest zbyt głośno „Fortunate Son”, a McClaine celowo go podgłaśnia.
- W filmie Evan Wszechmogący piosenka grana na początku filmu to „Have You Ever Seen the Rain?”.
- Piosenka „Bad Moon Rising” jest wykorzystana podczas przemiany w wilkołaka w filmie An American Werewolf in London.
- W filmie Tytani piosenka „Up and Around the Bend” jest wykonywana podczas sceny gry w piłkę.
- W czteroczęściowym filmie Strefa mroku wykorzystano piosenki zespołu CCR zarówno na początku jak i na końcu filmu. Jedną z nich była piosenka „The Midnight Special” podczas sceny autostopu z Dan Aykroyd jak i scena w ambulansie.
- W filmie Blade: Wieczny łowca wykorzystano piosenkę „Bad Moon Rising”.
- W filmie Męski sport grana jest piosenka „Lookin’ out My Back Door”.
- W filmie Nieuchwytny cel pojawia się piosenka „Born on the Bayou”
- Na początku filmu Powrót potwora z bagien grana jest piosenka „Born on the Bayou”.
- W filmie Jaja w tropikach grana jest piosenka „Run Through The Jungle”.
- W filmie Niezniszczalni w końcowej scenie filmu grana jest piosenka „Born on the Bayou”.
- W filmie Stolen (2012) wykorzystano dwie piosenki zespołu „Keep on Chooglin'” oraz „Call It Pretending”.

### Interpretacje
- Rod Stewart w 2010 r. lansował utwór CCR „Have you ever seen the rain” (z 1970). Ten sam utwór grała w końcu lat 70. grupa dyskotekowa Boney M.
- Kurt Cobain i Krist Novoselic z zespołu Nirvana, zaczynali jako grupa muzyczna wykonujące covery piosenek zespołu CCR, zanim powstała Nirvana.
- Polski zespół Acid Drinkers stworzył własną wersję utworu „Proud Mary”. Cover został opublikowany na płycie High Proof Cosmic Milk (1998), a następnie także jego wersja live na albumie koncertowym albumie Varran Strikes Back – Alive!!! (1998).
- Fińska grupa Children of Bodom umieściła w swoim albumie Blooddrunk (2008) cover utworu „Lookin’ out My Back Door”.
- Szkocki klub piłkarski Dundee United odśpiewuje piosenkę „Up Around the Bend” kiedykolwiek zdobywają bramkę na własnym boisku.
- Jamie Thomas, jeden z profesjonalnych skaterów używa piosenki „Fortunate Son” w jednej z części z filmów z jego udziałem, wydanych przez Zero Skateboards.
- Utwór „Fortunate Son” wchodzi w skład ścieżki dźwiękowej w grach komputerowych Battlefield Vietnam i Call of Duty: Black Ops.
- Piosenkę „Green River” można usłyszeć w fikcyjnej stacji radiowej K-Dst w grze komputerowej Grand Theft Auto: San Andreas.